# Schlosskirche Greifenstein

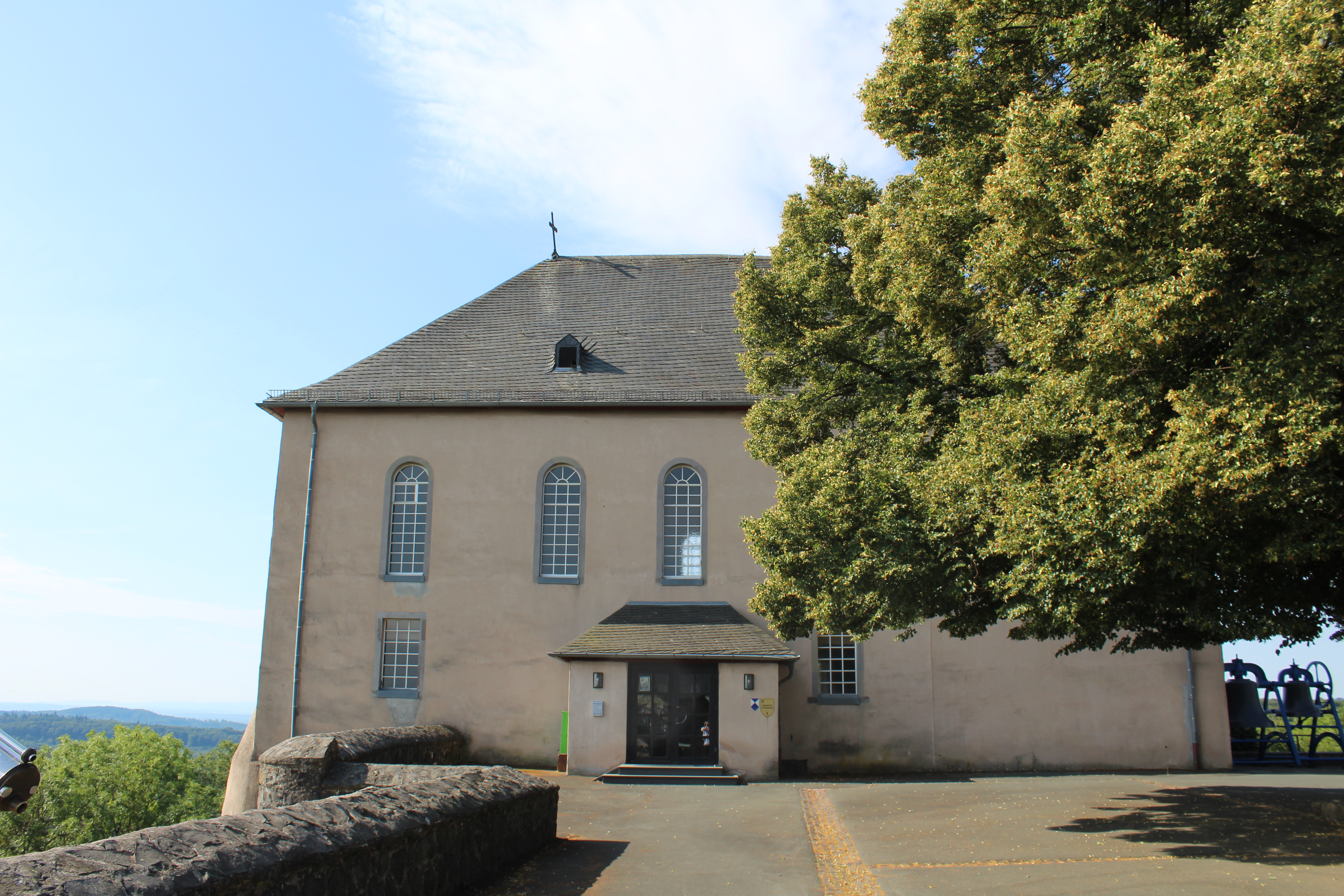
Schlosskirche von Norden

Die Barockkirche von Burg Greifenstein in der Gemeinde Greifenstein im Lahn-Dill-Kreis (Hessen) ist eine der wenigen erhaltenen Doppelkirchen in Deutschland. Die spätgotische Katharinenkapelle entstand in den Jahren 1448–1476 als Teil der wehrhaften Anlage. Über ihr wurde 1683–1691 eine barocke Saalkirche errichtet, die im Inneren mit reichem Stuckwerk verziert ist. Die Kirche ist aufgrund ihrer geschichtlichen und künstlerischen Bedeutung hessisches Kulturdenkmal.

## Geschichte

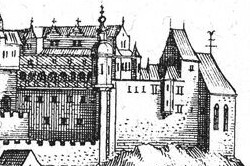
Katharinenkapelle (rechts) mit „Alter Wachtt“ – Auszug aus der Topographia Hassiae von Matthäus Merian, 1655

Die Burg kam 1432 an Solms-Braunfels. Bis dahin diente eine kleine Burgkapelle im Bereich der Kernburg als gottesdienstlicher Ort. Die spätgotische Katharinenkapelle wurde in den Jahren 1448–1476 errichtet, als der äußere Bering 1447–1480 unter Bernhard II. und Otto II. von Solms-Braunfels ausgebaut wurde. Die Wehrkirche war Teil der Befestigungsanlage. Die Schießscharten dienten zur Belichtung und der Dachboden als Rüstkammer und Zeughaus. Der Zugang war nur durch einen unterirdischen Gang möglich. Nach dem Bau der Kapelle 1448 und der Aufstockung des angrenzenden Wehrturms, der dadurch zum Kirchen- und Glockenturm wurde, wurde 1466–1470 ein Wohnhaus an die Nordwand angebaut, in dem die St. Georgsbruderschaft eine Bleibe fand. Die Kapelle diente zunächst nur den Bewohnern der Burg, bis sie 1476 durch die erhebliche Erweiterung der Greifensteiner Gemeinde Raum bot.
In kirchlicher Hinsicht gehörte Greifenstein im Mittelalter im Kirchspiel Dillheim und seit etwa 1360 zum Kirchspiel Ulm im Archipresbyterat Wetzlar im Archidiakonat von St. Lubentius Dietkirchen im Bistum Trier.
Mit Einführung der Reformation wechselte die Kirchengemeinde in der Mitte des 16. Jahrhunderts zum evangelischen Bekenntnis. Sie erfolgte vermutlich unter dem Ulmer Pfarrer Johannes Scholer ab 1549, da Greifenstein bis 1602 ein Filial von Ulm war. Als erster eigener evangelischer Pfarrer wirkte Johann Mohr von 1602 bis 1608.
Im Jahr 1603 wurden unter Graf Wilhelm I. von Solms-Greifenstein die Kasematten errichtet, die vom weiter nördlich an der Ostflanke gelegenen Bollwerk Rossmühle einen 35 Meter langen überwölbten Zugang zur Kapelle einbezogen. 1618 wurde im Turm der Kapelle eine Gruft angelegt und über ihr ein Grafenstuhl eingebaut. Edingen, das bisher dem Dillheimer Kirchspiel inkorporiert war, verband Wilhelm mit Greifenstein zu einer reformierten Pfarrei. Seit 1655 hängt das Dreiergeläut im Bruderturm der Burg. Wilhelm Moritz Graf zu Solms-Greifenstein ließ die Burg im Stil des Barock ausbauen und setzte 1683–1691 auf die Kapelle einen Saalbau, der innen mit Stuckarbeiten verziert wurde. Der alte Kirchturm wurde 1688 um ein Obergeschoss in Fachwerkweise aufgestockt. Nach Aufschüttung des Kirchplatzes um 4 Meter war die Schlosskirche über die „Schütte“ ebenerdig zugänglich. Die Einweihung erfolgte am 30. April 1702 mit der Feier des Abendmahls, einer Konfirmation, einer Taufe und einer Trauung, nachdem die Kirche bereits einige Jahre in Gebrauch war. Die Katharinenkapelle wurde dadurch zur Unterkirche.
Mit Aussterben der Linie Solms-Braunfels im Jahr 1693 und Verlegung der Residenz nach Schloss Braunfels erhielt die Greifensteiner Kirchengemeinde die Schlosskirche von Graf Wilhelm Moritz geschenkt, vollendete ihren Ausbau mithilfe von Kollekten aus Holland und der Schweiz und nutzt sie seitdem als Ortskirche. Durch einen Blitzschlag zu Beginn des 19. Jahrhunderts verbrannte das Obergeschoss des Turms und wurde abgetragen. Seit dieser Zeit werden Turm und Kirche unter einem gemeinsamen Dach zusammengefasst. Im Jahr 1820 wurde die Schlosskirche wegen Baufälligkeit geschlossen, bis 1829/1830 eine Sanierung durchgeführt wurde. Während dieser zehn Jahre fand der Gottesdienst in der Friedhofskapelle statt, die zeitgleich mit der Kirche gebaut worden war und 1830 abgerissen wurde. 1885 folgte eine Renovierung im Stil des Historismus und in den 1950er Jahren weitere Renovierungsmaßnahmen. Die farbige Übermalung der Stuckdecke von 1958 wurde durch Kirchenmaler Faulstich 1973 wieder zurückgenommen.
Im Jahr 1969 wurde die verschüttete Katharinen-Kapelle von einer fast 2 Meter hohen Schuttschicht freigelegt. Ende der 1980er Jahre erhielt die Kirche aufgrund von Feuchtigkeitsschäden einen Außenputz. An der westlichen Turmwand wurden die Tür und das viereckige Fenster vermauert. Die eiserne Bauinschrift an der Nordseite des Turms wurde einzeilig statt wie vorher zweizeilig angeordnet. 1987–1990 entstand der neue Windfang.
1954 wurden nach Aufhebung des Kirchspiels die Kirchengemeinden Edingen und Greifenstein gebildet und pfarramtlich verbunden. Die Kirchengemeinde Greifenstein gehört heute zum Evangelischen Kirchenkreis an Lahn und Dill in der Evangelischen Kirche im Rheinland.

## Architektur

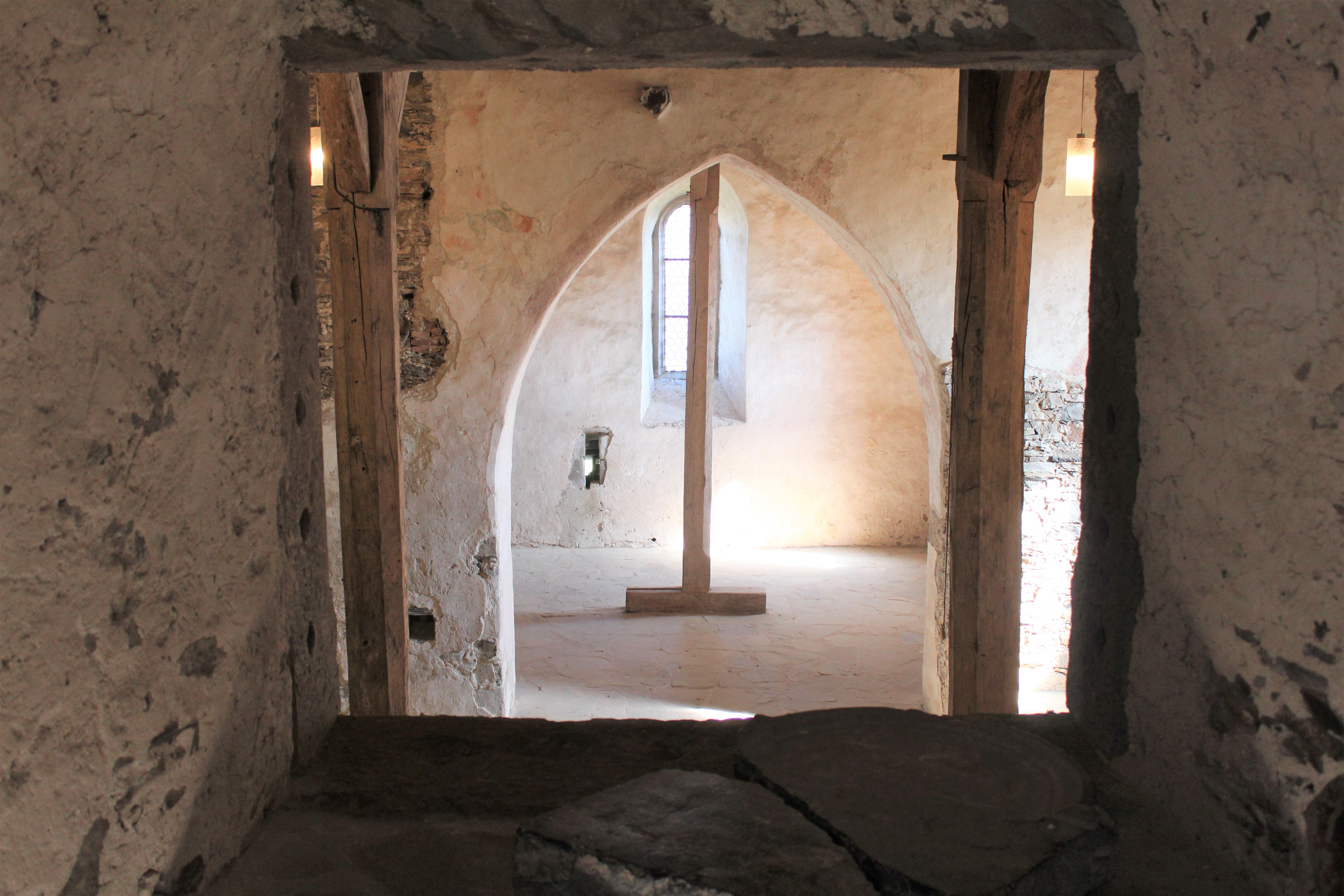
Chorbogen in die Katharinenkapelle

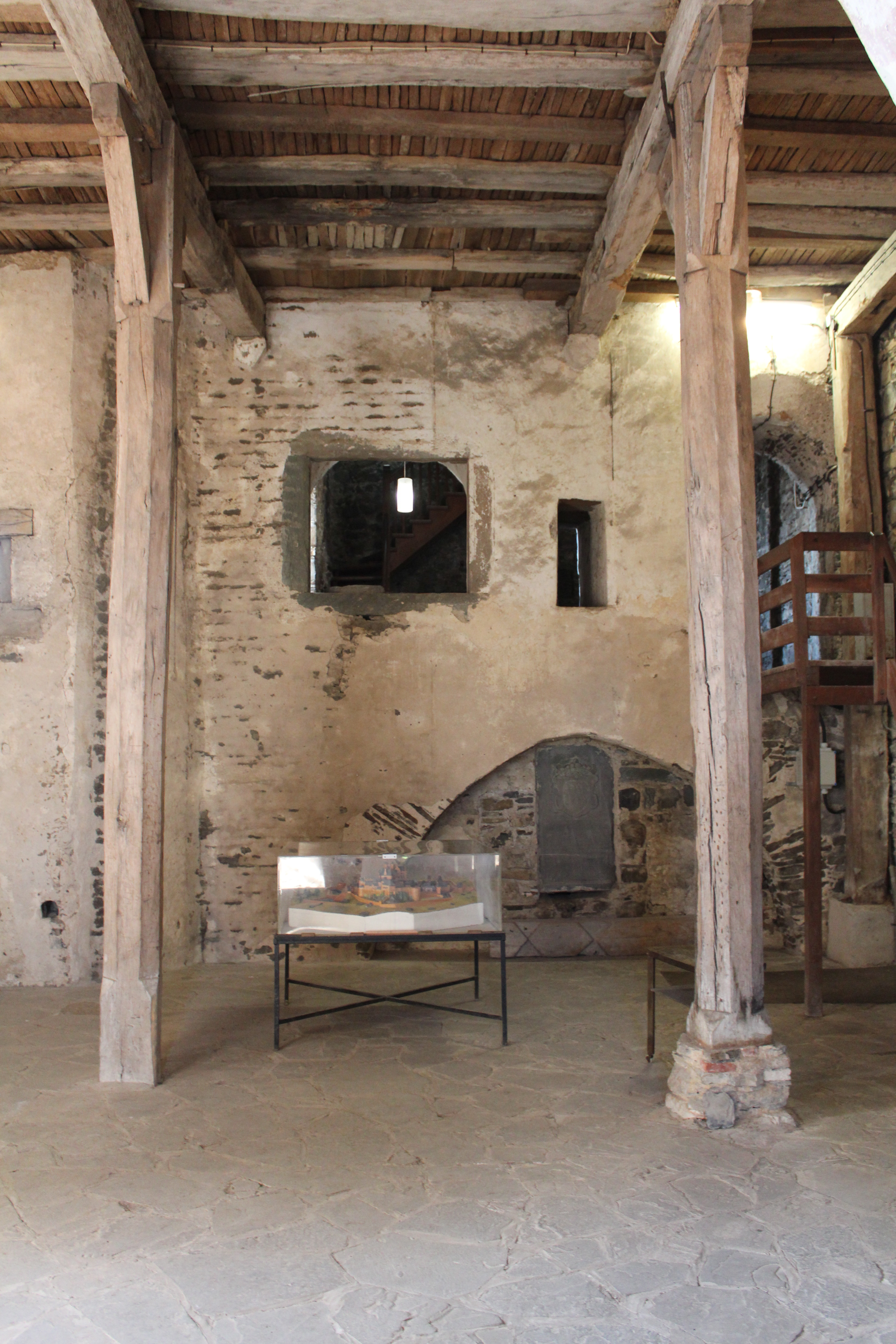
Katharinenkapelle mit Gruft im Westen

Die in etwa geostete Kirche ist in der äußersten Südostecke der Burg als Bestandteil des Berings errichtet. Die äußerlich schlichte Kirche besteht aus drei Baukörpern. Ältester Teil ist der gedrungene Wehrturm „Alte Wachtt“ auf quadratischem Grundriss, der ursprünglich frei stand und vermutlich auf das 13. Jahrhundert zurückgeht. Gegenüber dem Kirchenschiff ist er eingezogen, verläuft an der Nordseite aber in derselben Flucht. Hier ist sekundär ein hochrechteckiges Fenster mit Sprossengliederung eingelassen. Die Westseite ist fensterlos. Unterhalb der Traufe stehen die eisernen Buchstaben und Ziffern „W M G Z S 1 6 8 3“ für Wilhelm Moritz Graf zu Solms als Bauherrn und für das Jahr des Baubeginns der Schlosskirche. Zugleich dienen die fünf Buchstaben als Widerlager der Maueranker. Seitdem der Turm im 19. Jahrhundert nach einem Blitzschlag auf dieselbe Höhe wie die Schlosskirche gebracht und unter einem gemeinsamen verschieferten Walmdach mit ihr zusammengefasst wurde, ist er von der Nordseite her nicht mehr als solcher erkennbar. 1618 wurde im Untergeschoss des Turms die hochgräfliche Gruft angelegt und zur Kapelle hin geöffnet. Die Nische mit stumpfem Spitzbogen an der Ostseite ist seit 1814 mit einer Gedenkplatte verschlossen. Bestattet wurden hier Graf Wilhelm I. mit seiner Frau Amalie und ihren zwei Kindern, Graf Johann Konrad von Solms-Greifenstein mit seiner Frau und zwei Söhnen, Graf Wilhelm II. mit seinen beiden Frauen, Graf Friedrich und mehrere Kinder des Grafen Wilhelm Moritz. Über der Gruft verbindet eine Treppe beide Kirchen. Hier war nach 1613 der Grafenstuhl eingebaut. In die Stützmauern sind nach Osten hin eine viereckige Öffnung eingebrochen. Die schlitzförmige Schießscharte daneben weist auf die Funktion als frei stehender Schutzturm. Statt einer Fürstenloge wurde im Obergeschoss für die Orgel die Ostwand des Turms mit einem Rundbogen durchbrochen. Das Dachwerk besteht aus vier Sprengwerken in Form liegender Stühle. Die geschweiften Sparren am Zugbalken, der oberhalb der Decke montiert ist, halten ein Lattengerüst mit Sackleinengewebe, an dem der Stuck haftet. Die großen Stuckelemente und Figuren wurden auf einem Kantholzgerüst vorgefertigten und mit Drähten an den Sparren befestigt.
Die spätgotische Katharinenkapelle des 15. Jahrhunderts ist östlich des Turms angebaut. Sie ist ein schlichter zweigeteilter Rechteckraum mit 1 Meter dicken Mauern, in den ein 3,50 Meter breiter spitzbogiger Chorbogen eingezogen ist. Die lichte Weite beträgt 14 Meter, die Breite 8 Meter und die Höhe innen 6 Meter. Die Kapelle wird durch zwei Spitzbogenfenster im Süden und eins im Osten mit Gewänden aus Schalstein belichtet und hat Schießscharten im Altarraum. In der vorkragenden Westwand ist eine kleine quadratische Öffnung eingelassen. In der Ostwand befindet sich eine Piscina. Der Boden ist mit großen Steinplatten belegt, die teils rekonstruiert wurden und zwischen denen Bachkiesel fischgrätartig verlegt sind. Unter dem Boden des Gemeindesaals befindet sich ein weiterer kleiner gewölbter Raum mit Schießscharten. Im Bereich des ehemaligen Grafenstuhls sind Mauern zur Verstärkung der Schlosskirche eingebaut.
Die barocke Saalkirche wird vom Kirchplatz durch das Nordportal in einem kleinen Vorbau erschlossen. Sie wurde Ende des 17. Jahrhunderts über der Katharinenkapelle errichtet und ummauert diese weitgehend. An der Südseite gewähren zwei große Rundbögen im Bereich der Unterkirche den Blick auf das alte Mauerwerk und ermöglichen die Belichtung. Sie wurden aufgeführt, um das Gewicht der Schlosskirche aufzunehmen. Die obere Schlosskirche wird durch Fenster in zwei Zonen mit Licht versorgt, durch ein Ostfenster und an den Langseiten durch zwei hochrechteckige im unteren Bereich und oben durch vier rundbogige Fenster mit tiefen Laibungen.

## Ausstattung

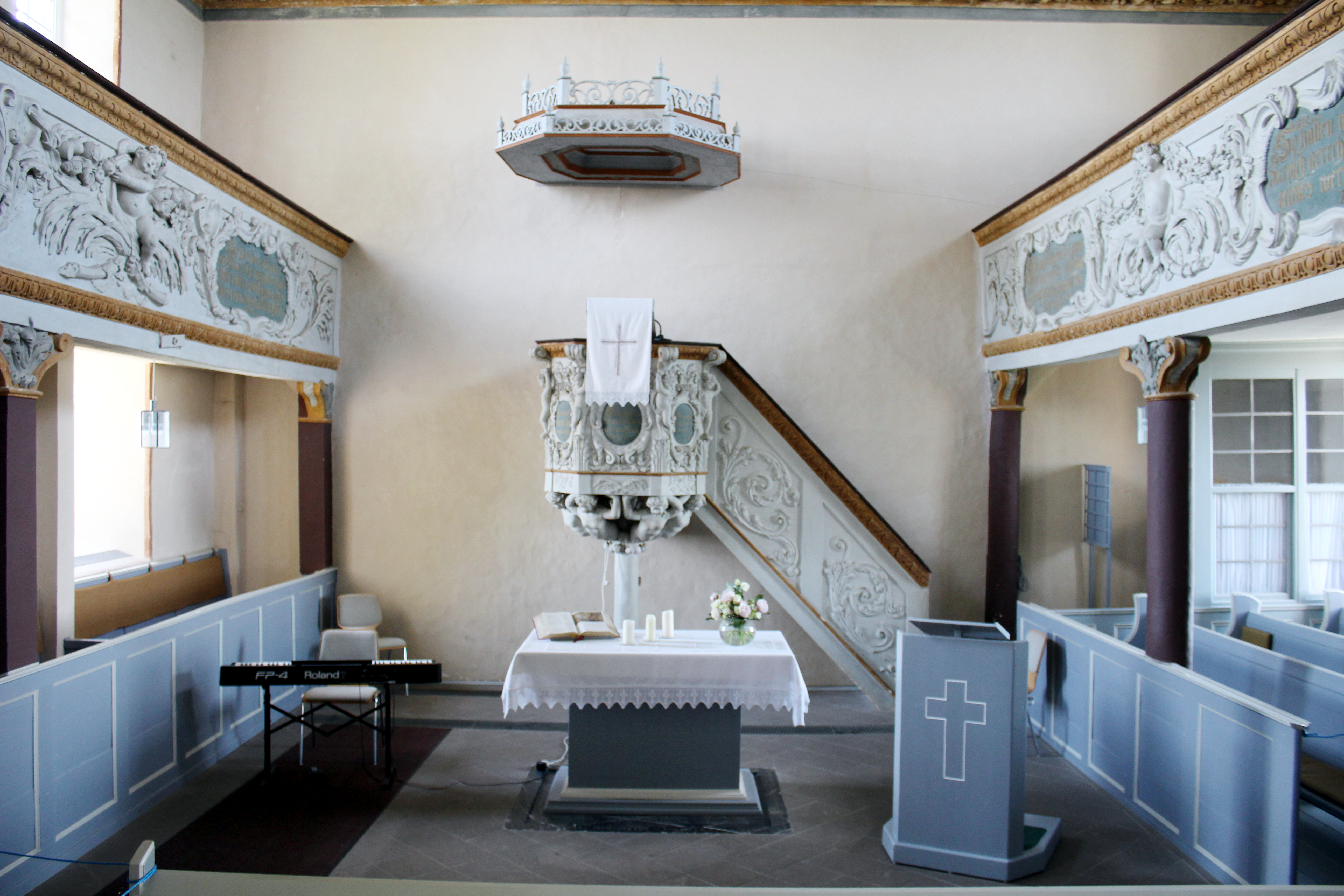
Blick auf Altar und Kanzel im Osten

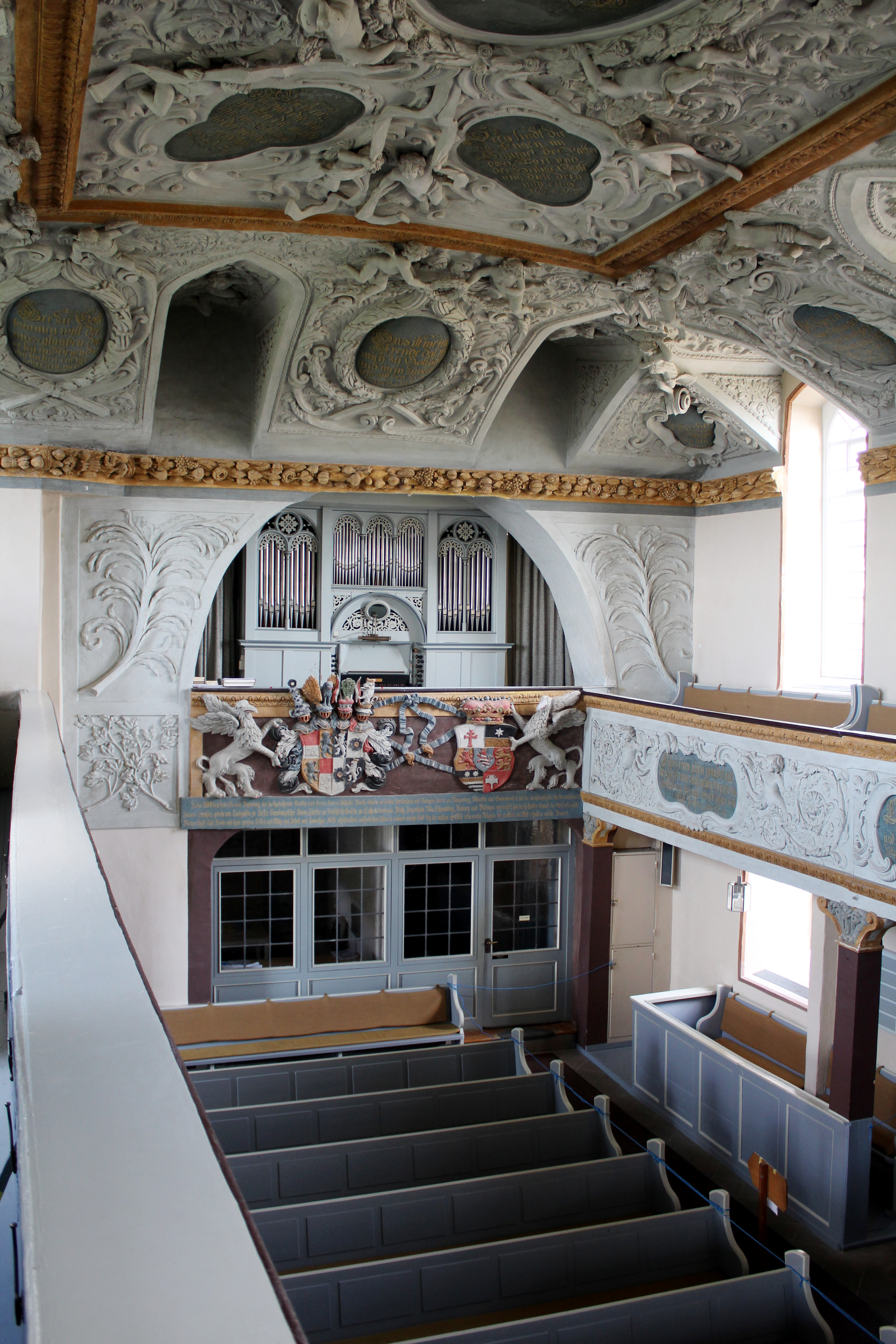
Innenraum Richtung Fürstenloge im Westen

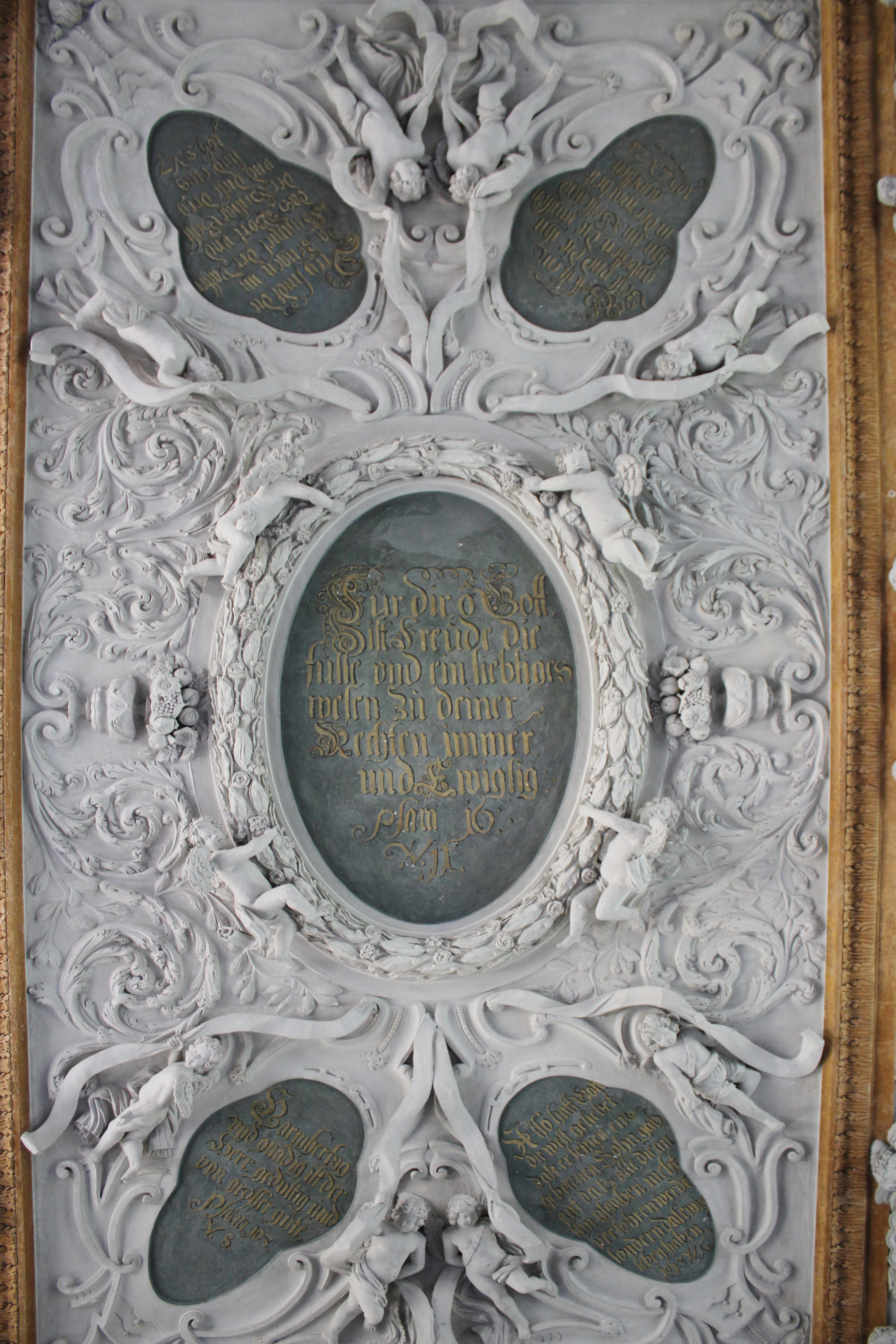
Stuckdecke aus den 1680ern

Die flache Holzbalkendecke der Katharinenkapelle wird von Unterzügen getragen, die seit 1688 auf achteckigen Pfosten mit Bügen ruhen. Sie dienen dazu, das Gewicht der Südempore und der Grabplatte unter dem Altartisch aufzunehmen. Ursprünglich ruhte die Decke auf einem Mittelunterzug, dessen Konsolsteine noch zu sehen sind. Im westlichen Gemeindesaal und am Bogen sind Reste mittelalterlicher Fresken erhalten.
Der Innenraum der Barockkirche wird durch ausladendes Stuckwerk in edlem Weiß beherrscht, das Johannes de Paerni (Giovanni Bajerna) ab 1686 im Stil des italienischen Frühbarock schuf. Der ansonsten unbekannte Paerni entstammte vermutlich einer Künstlerfamilie aus Balerna in Tessin. Prominent an der Südempore trägt eine Putte das Familienwappen der Paernas mit einem Inschriftenband des Stuckateurs: „IOVANNI DE PAERNI FECIT Ao: 1686“. Als Material diente Stucco-Gips, der aus dem Segeberger Kalkberg, dem Harz oder Iphofen stammte, vor Ort erhitzt und mit gewaschenem Feinsand gemischt wurde. Insgesamt sind 65 Engel und Putten dargestellt, die wehende Bänder und Blumengirlanden halten. Die flachgewölbte Decke ist durch zwei umlaufende Friese gegliedert. Ein ockerfarbenes Karnisgesims aus mediterranen Früchten am Wandschluss hebt sich vom weißen Stuck ab. Ein weiterer, schlichter gestalteter, rechteckiger Akanthusfries bildet einen inneren Rahmen. Der Deckenstuck wird in Felder mit Rankenwerk, Muscheln, Vasen, Putten und Schriftmedaillons mit Bibelversen eingeteilt und hat perlstabförmig umrahmte Stichkappen für die Fenster. Die Emporen an den Langseiten ruhen auf Rundsäulen mit Kapitellen aus Ranken und Voluten. An der Ostseite ist die Kanzel aufgestellt. In der Deckenmitte wird ein ovaler Lorbeerkranz von vier geflügelten Putten gehalten. Die 18 Schriftfelder folgen einem theologischen Programm reformierter Prägung. Zentral stehen die Bibelverse aus Ps 16,10–11  mit der Verheißung unbegrenzter Freude, die von drei johannäischen Versen (Joh 3,16 , Joh 4,24 , 1 Joh 5,7 ) und einem Psalmvers (Ps 103,8 ) umgeben wird, die zentrale Aussagen über den dreieinigen Gott machen. Außen finden sich sechs Psalmverse mit weiteren Verheißungen (Ps 13,6 , Ps 55,17 , Ps 33,8 , Ps 33,18–19 , Ps 119,175 , Ps 27,13 ). Die sieben Verse aus den Evangelien und neutestamentlichen Briefen betreffen vor allem den christlichen Lebenswandel (1 Petr 2,12 , Jak 5,13 , Mt 18,19 , Jak 1,22 , Heb 12,6 , Heb 12,14 , Röm 3,28 ).
Die Brüstungen der Emporen sind ebenfalls mit Stuck und Schriftmedallions verziert und haben oben einen ockerfarbenen Rankenfries und unten ein Kymation. Die Empore unter einem Rundbogen an der westlichen Schmalseite dient als Fürstenloge und Aufstellungsort für die Orgel. Die Brüstung zeigt das polychrom gefasste Allianzwappen von Graf Wilhelm Moritz und seiner Frau Magdalena-Sophia Landgräfin von Hessen-Homburg in Bingenheim, einer Tochter von Wilhelm Christoph (Hessen-Homburg). Unter den Wappen, die von zwei flankierenden Greifen gehalten und durch mehrere Bänder verbunden werden, ist als Bauinschrift zu lesen: „Anno 1684 bey Herrsch. und Regierung des hochgebohrnen Grafen und Herrn, Herrn Wilhelm Moritz Grafen zu Solms Greifenstein und Hoingen [Hungen], Herrn zu Münzenberg, Wildenberg und Sonnenwald, so mit der durchlauchtigsten Fürstin und Frauen, Frauen Sophien gebohrnen Landgräfin zu Hessen Humburgischer Linien, Fürstin zu Hirschfeld, Gräfin zu Catzenellenbogen, Dietz Ziegenhain, Nida, Schaumburg, Isenburg und Büdingen vermehlet, hat durch Gottes Gnadt die Greifensteinische Bürgerschaft diese Kirche mit ihren großen Kosten und Mühe und Arbeit und sonderliger Hülfe christmilden ansehnlichen Steuern erbauet, welche Gott bey der wahren christlich reformirten Religion bis zu Ende der Welt erhalten wolle, Amen!“.
Das heute ebenerdige Obergeschoss des Turms ist ein separater Raum hinter dem Kirchenschiff, der den Zugang zur Loge auf der Westempore ermöglicht. Die Wand hat drei Fenster mit Sprossengliederung und eine oben verglaste Tür. Zentral an der Ostwand ist die stuckierte Kanzel aufgestellt. Der polygonale Kanzelkorb ruht auf einer schlanken Rundsäule, über dessen Kapitell fünf Putten als Atlanten den Kanzelkorb tragen. Auf den Feldern werden Medaillons entsprechend reformierter Tradition mit Bibelversen von Rankenwerk umgeben, das auch die Brüstung des Aufgangs verziert. Der jüngere Schalldeckel hat einen flachgeschnitzten Aufsatz, der von kleinen Spitzen bekrönt wird. Das Kirchengestühl mit geschwungenen Wangen bildet einen Mittelblock. Weitere Bänke mit schlichten querrechteckigen kassettierten Füllungen in der Brüstung sind unter den Langemporen aufgestellt.

## Orgel

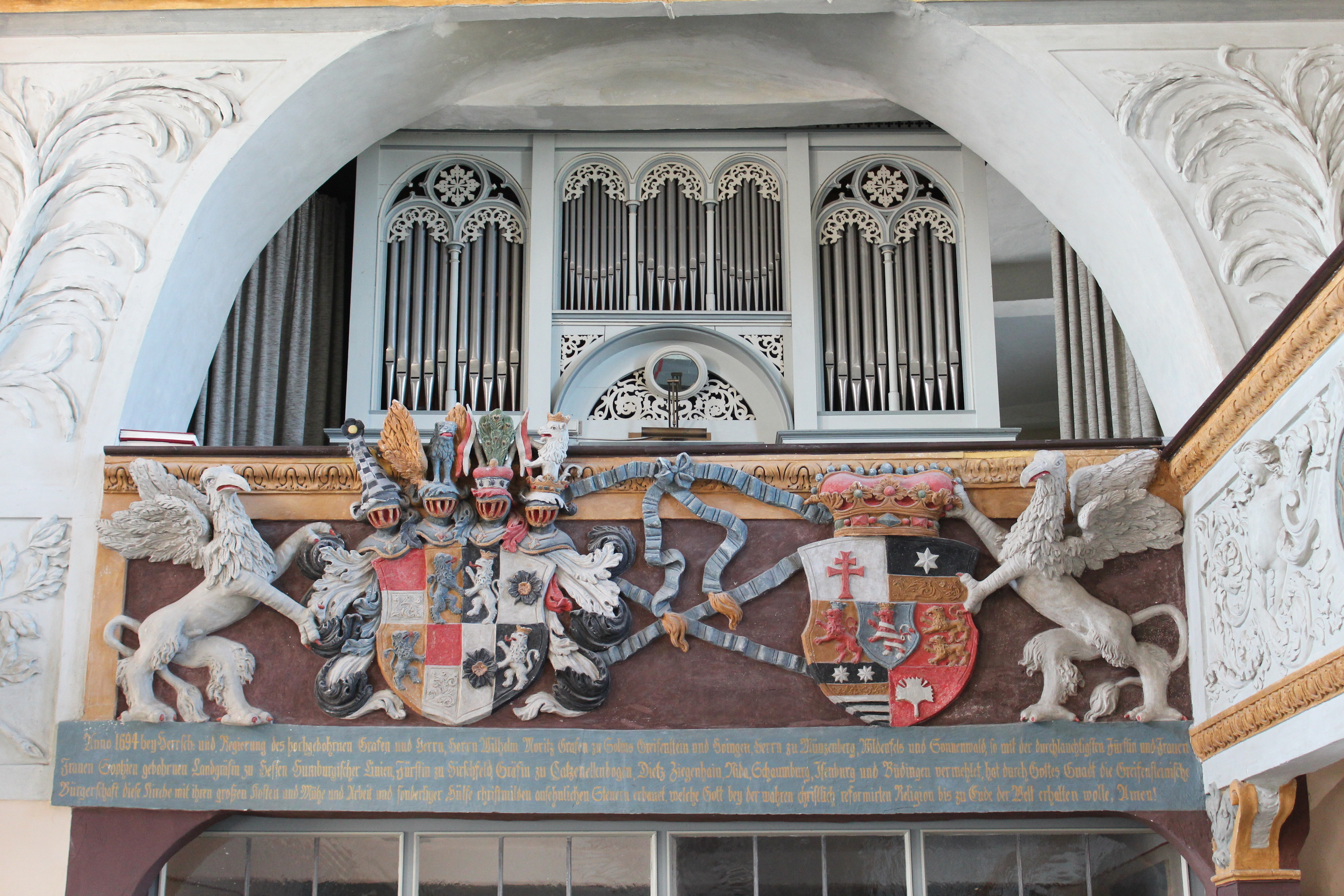
Orgel mit fürstlichem Wappen

Ein unbekannter Orgelbauer baute spätestens 1702 eine Orgel. Vermutet wird Gottfried Grieb und sein Sohn Johannes Grieb aus Griedel, die die Pflege der Orgeln im Braunfelser und Greifensteiner Gebiet innehatten. Im Jahr 1836 wird von dem schlechten Zustand des Instruments berichtet. 1854 wurde das Werk durch Friedrich Weller aus Weilburg renoviert und 1869 durch Friedrich und Guido Knauf hinter einem neuromanischen Prospekt mit gekuppelten Rundbögen erneuert. Durch die Firma Walcker erfolgte 1922 ein Renovierungsumbau. 1937 wurde ein elektrisches Gebläse eingebaut. Die Orgel verfügt über 14 Register auf einem Manual und Pedal. Das labiale Trompetenregister ist im Bass als Flöte 4′ und im Diskant als zweifache Sesquialtera ausgeführt (2 2⁄3′+1 3⁄5′). Die Disposition lautet wie folgt:
| I Manual C–f3  |     |
| Bordun         | 16′ |
| Principal      | 8′  |
| Gedackt        | 8′  |
| Flaut traverso | 8′  |
| Gamba          | 8′  |
| Oktave         | 4′  |
| Flauto         | 4′  |
| Quinte         | 3′  |
| Oktave         | 2′  |
| Mixtur III     | 2′  |
| Trompete       | 8′  |

| Pedal C–c1  |     |
| Subbass     | 16′ |
| Oktavbass   | 8′  |
| Gedacktbass | 8′  |

- Koppeln: I/P